# Prunella Scales
Prunella Scales fue un proyecto desarrollado entre el año 1996 - 1997, por Rachel Bolan, quien tenía un proyecto paralelo a su banda Skid Row, en conjunto con el exbaterista Kick Saigón Phil Varone. 
La banda lanzó su único disco, "Dressing up the idiot" en la desaparecida discográfica Motín Records. Prunella Scales suena muy distinto a Skid Row. de hecho, su sonido podría tener más en común con las encarnaciones posteriores de Skid Row o a un sonido más Grunge, propio de la época.
Su sonido tiene un moderno ambiente del rock duro, con algo alternativo y un ocasional metal en su buena medida. Michael Wagener, productor de Skid Row,  ayudó a mezclar este CD, y en las canciones fluye un buen. 
Algunas canciones en este CD como "Crisp" o "Deadman" son excelentes ejemplos. "Freak Machine" es la canción más roquera en este disco. 

## Discografía
- Dressing up the idiot (1997)

- Datos: Q7253043